# Фиджи
Фи́джи (англ. Fiji о файле/ˈfiːdʒi/, фидж. Viti, фидж. хинди फ़िजी / Fidźi), официальное название — Респу́блика Фи́джи (англ. Republic of Fiji [rɪˈpʌblɪk ɒv ˈfiːdʒi]; фидж. Matanitu Tugalala o Viti [mataˈniːtu tugaˈlaːlaː o ˈβitʃi]; фидж. хинди फ़िजी गणराज्य / Fidźi Ganaradźja [ˈfiːdʒi ganaˈraːdʒja]) — независимое государство в Океании на востоке Меланезии, расположенное на архипелаге Фиджи в юго-западной части Тихого океана, к северу от Новой Зеландии, к востоку от Вануату, к югу от Тувалу и к западу от Тонги.
Столица Фиджи — город Сува. Официальный язык — фиджийский — один из австронезийских языков; официальными также признаны английский и фиджийский хинди.
Официальное название страны менялось в разные годы:
- Королевство Фиджи (1871—1970).
- Фиджи (1970—1987).
- Республика Фиджи (1987—1990, с 2010).
- Суверенная Демократическая Республика Фиджи (1990—1998).
- Республика Островов Фиджи (1998—2010).

## Этимология
Современное название государства — «Фиджи» — происходит от искажённого названия главного острова страны, Вити-Леву, а именно — его тонганского произношения. Жители островов Тонга издревле имели тесные связи с фиджийцами, которые считались в регионе храбрыми воинами и жестокими каннибалами, а их оружие и другие изделия пользовались большим спросом. Фиджийцы называли свою родину Вити (фидж. Viti), однако тонганцы произносили её как Фиси (тонг. Fisi). Впоследствии это слово было искажено уже европейцами, а именно — британским мореплавателем Джеймсом Куком, который впервые нанёс на карты современное название островов — «Фиджи» (англ. Fiji).

## Физико-географическая характеристика

### Географическое положение

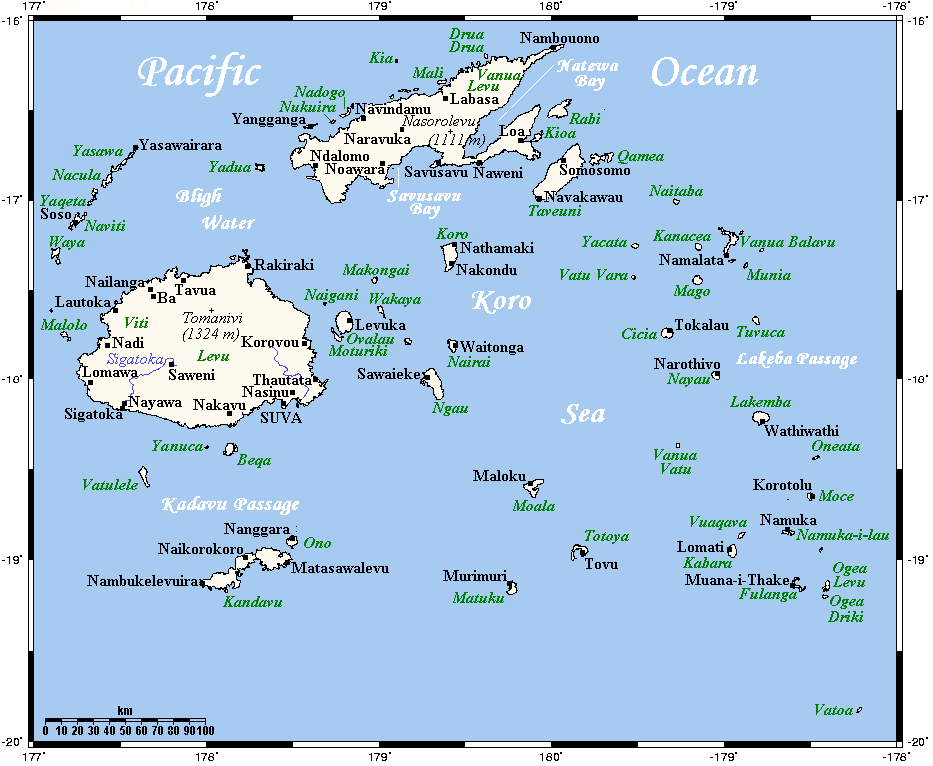
Карта Фиджи

Меланезийское государство Фиджи представляет собой скопление вулканических и коралловых островов, расположенных в юго-западной части Тихого океана. Столица страны, город Сува, расположена примерно в 1770 км к северу от Новой Зеландии и примерно в 4450 км к юго-западу от американского штата Гавайи. Ближайшие архипелаги — острова Футуна (Хорн), принадлежащие французской территории Уоллис и Футуна и расположенные к северо-востоку от островов Фиджи, острова Тонга, лежащие к востоку и принадлежащие одноимённому государству, а также Новые Гебриды, расположенные к западу и принадлежащие Вануату.
Общая площадь Фиджи составляет 18 274 км². Страна расположилась на 332 островах, из которых обитаема только треть. Крупнейшие из них — острова Вити-Леву и Вануа-Леву, площадь которых соответственно составляет 10 429 км² и 5556 км². На острове Вити-Леву проживает около 70 % населения страны. На нём расположены три крупнейших города Фиджи (Сува, Нанди и Лаутока), а также главный аэропорт. Другие крупные острова — Тавеуни (470 км²), Кандаву (411 км²), Нгау (140 км²) и Коро (104 км²). Большинство островов Фиджи сгруппировано в островные группы, крупнейшие из которых — острова Вануа-Леву, Вити-Леву, Кандаву, Ломаивичи, Ясава, Маманута, Лау и Моала. В состав страны также входит остров Ротума (43 км²), расположенный примерно в 650 км к северо-западу от города Сува. С северо-запада на юго-восток острова Фиджи тянутся на 595 км (не включая остров Ротума), а с северо-востока на юго-запад — на 454 км. Высшая точка страны, гора Томаниви, достигает 1324 м и расположена на острове Вити-Леву.
Самым северным островом Фиджи является остров Уэа, входящий в состав островной группы Ротума, самым западным и одновременно самым южным — риф Теваира, самым восточным — Ватоа.

### Геология
Острова Фиджи расположены посередине между зонами конвергенции Тонга-Кермадек и Новые Гебриды, от которых они отделены двумя обширными задуговыми котловинами — Северо-Фиджийской котловиной на западе и котловиной Лау на востоке, а также целой группой трансформных разломов, в том числе Фиджийской зоной разлома и хребтом Мэтью-Хантер. На основе изучения тектоники и строения Тихого океана можно предположить, что в относительно недалёком прошлом Фиджи были неотъемлемой частью Тихоокеанского вулканического огненного кольца.
В целом же история геологических процессов в регионе Фиджи остаётся достаточно малоизученной ввиду многочисленных сложностей, возникающих при исследовании этих процессов. Вплоть до недавнего времени считалось, что острова Фиджи возникли на небольшом участке континентальной коры, расположенном в северо-восточной части Австралийской плиты, где жёлоб Витязя образует зону субдукции, а Тихоокеанская плита пододвигается под континентальную плиту. Согласно более ранним исследованиям, архипелаг образовался около 50 млн лет назад в результате вулканических процессов, в ходе которых океанические горные породы (офиолиты) смешались с континентальными породами. Тем не менее, по данным более современных работ, острова Фиджи сформировались около 48—40 млн лет назад на Тихоокеанской плите, на восточной окраине внешней островодужной системы, немного к югу от Онтонг-Джава. Тем не менее в тот исторический период острова Фиджи находились в другом районе Тихого океана. Так, согласно Круку (англ. Crook) и Белбину (англ. Belbin), Фиджи являются частью подводного хребта Вануату-Фиджи-Лау-Тонга, который в течение раннего эоцена (около 50 млн лет назад) целиком перемещался в восточном направлении в несколько этапов от своего изначального месторасположения недалеко от современного хребта Норфолк. Основным инструментом геологических преобразований в регионе был так называемый спрединг океанского дна, в ходе которого подводные хребты и внешние островные дуги двигались в восточном направлении, а вслед за ним происходило образование океанических впадин.
Известно, что до наступления позднего миоцена, около 8 млн лет назад Тихоокеанская плита двигалась в западном направлении. Современные же острова Фиджи в этот исторический период были частью Внешнемеланезийской островодужной системы, дуги Витязя, которая включала в себя также дуги Соломоновых островов, Новых Гебрид и Тонга. Следы этой зоны субдукции сохранились в виде жёлоба Витязя, а эоцено-миоценовое ядро древней островодужной системы формирует часть геологического фундамента островов Тонга (Эуа), Фиджи (Вити-Леву) и Вануату. Субдукция вдоль жёлобной системы Витязя была частично заблокирована в результате незначительного напластывания океанической коры (плато Онтонг-Джава) в некоторых районах жёлоба вдоль Соломоновых островов и северной части Новых Гебрид. Впоследствии субдукция в этой районе совсем прекратилась, а затем возобновилась, но уже в северном и западном по отношению к Фиджийской дуге направлении. В результате напряжения, возникшего из-за движения друг на друга Австралийской и Тихоокеанской тектонических плит, в районе современных островов Фиджи произошло формирование Фиджийской зоны разлома на севере и зоны разлома Хантер на юге. В то же время спрединг океанского дна привёл к расхождению пластов и образованию Северофиджийской впадины и впадины Лау. С тех пор в районе архипелага отсутствует вулканическая активность, которая теперь проявляется в районе островов Тонга и Новых Гебрид. Тем не менее геологические изменения в районе Фиджи продолжаются до сих пор. Активный спрединг океанского дна в восточном направлении отмечен во впадине Лау, а в западном — в Северофиджийской впадине.
Среди островов Фиджи преобладают крупные гористые острова, которые имеют преимущественно вулканическое происхождение (например, Вити-Леву и Вануа-Леву), многочисленные небольшие вулканические острова, низменные атоллы и выступающие из воды рифы. Геологическое строение островов архипелага сложное. Только острова Ясава и южная треть острова Вити-Леву имеют эоценовое происхождение и состоят из вулканических осадочных, метаморфических и плутоно-интрузивных горных пород. Центральная западная и юго-восточная части Вити-Леву сложены из андезитов периода плиоцена, а северная часть — из базальта с примесью андезита периода плейстоцена. Остров Вануа-Леву сложен из относительно молодых горных пород периода плиоцена, Кандаву — из андезитовых вулканических пород позднего плиоцена, Тавеуни — базальтовых вулканических пород периода плейстоцена.
Вулканические острова, как правило, характеризуются крайне неровным рельефом и наличием высоких гор и пересечённых хребтов вулканического происхождения. Так, холмистые местности, склоны которых находятся под углом свыше 18°, занимают 67 % поверхности Вити-Леву, 72 % — Вануа-Леву, 49 % — Тавеуни и 78 % — Кандаву. Крупнейшая гора, Томаниви, расположенная на острове Вити-Леву, достигает высоты в 1322 м. В целом же на территории Фиджи находится 30 вершин, высота которых превышает 1000 м. Высшая точка островов Ясава, расположенная на острове Навити, достигает 388 м, а высшая точка островов Лау, которая находится на острове Вату-Вара, достигает 314 м.
Лишь небольшое количество островов, входящих в состав Фиджи, относится к настоящим атоллам как, например, Ваиланги-Лала и Нгелеву. В то же время более широко распространены так называемые поднятые атоллы, у которых отсутствуют лагуны (к ним относятся острова Фулага, Онгеа и Камбара).

### Полезные ископаемые
На островах Фиджи находятся месторождения меди, золота, свинца, цинка и ряда других металлов. К примеру, в результате проведённых в начале 1970-х годов исследований в районе городов Сингатока и Мба на острове Вити-Леву были обнаружены месторождения железистого песчаника с содержанием железа в 57-58 %, оксида титана — 6,7-7,5 %, оксида ванадия(V) — 0,7-0,1 %, оксида хрома(III) — 0,3-0,35 %.
Тем не менее ввиду нерентабельности их разработок в настоящее время из металлов в стране добывается только золото и сопутствующее ему серебро. Золото добывается и экспортируется из страны с 1933 года. Кроме того, среди других минеральных ресурсов выделяются бут и штучный камень, фосфаты, песок, гравий и цементное сырьё (в Суве расположен единственный в стране завод по производству портландцемента). Основные компоненты местного цемента — карбонатный (коралловый) и кремнистый песок, которые добываются в прибрежной зоне (карбонатный песок — в бухте Лаутала, а также вдоль побережья к западу от Сувы; кремнистый песок — устье реки Вунидава, впадающей в бухту Лаутала). Месторождения фосфоритов имеются на островах Лау, в первую очередь на острове Тувута.
Помимо имеющихся на островах Фиджи месторождений полезных ископаемых существует высокая вероятность присутствия нефти в прибрежных районах страны. Как известно, архипелаг является частью Юго-Западной Тихоокеанской островодужной системы, являющейся границей между Австралийской и Тихоокеанской литосферными плитами. В границах же территориальных вод Фиджи находятся два мелководных осадочных бассейна третичного периода, которые обладают огромным потенциалом нахождения на их территории крупных месторождений нефти, объёмы которой оцениваются в 5,4—20 млрд баррелей.

### Климат

Наветренные (зелёные) и подветренные (жёлтые) районы островов Фиджи с влажными и сухими тропическими лесами соответственно

Климат на островах Фиджи — океанический тропический. В непосредственной близости от архипелага, к северо-востоку и юго-западу от него, расположена Южнотихоокеанская зона конвергенции, которая характеризуется большим количеством осадков в виде дождя. Эта зона оказывает значительное влияние на межсезонные изменения климата, прежде всего на количество осадков, которые выпадают на островах. В засушливый период, который длится с мая по октябрь, эта зона конвергенции, как правило, располагается к северо-востоку от Фиджи, а в период дождей с ноября по апрель — непосредственно накрывает этот регион. Другим немаловажным фактором, оказывающим влияние на режим осадков, являются юго-восточные пассаты, которые приносят на острова Фиджи насыщенный влагой воздух. На крупных гористых островах, прежде всего Вити-Леву и Вануа-Леву, чётко выделяются районы с большим количеством осадков (это юго-восточная, или наветренная, сторона островов) и районы с более засушливым климатом (это западная, или подветренная, сторона). Например, на восточном побережье Вити-Леву, где расположен город Сува, среднегодовое количество осадков варьируется от 3000 до 5000 мм, в то время как в западной части, где находятся города Мба, Лаутока, Нанди и Сингатока, ежегодно выпадает от 2000 до 3000 мм. Основной же причиной засух на островах Фиджи служит явление Эль-Ниньо. Как правило, наиболее засушливые и тёплые условия в ходе этого явления наблюдаются с декабря по февраль, а наиболее засушливые и прохладные — с июня по август. При этом негативному воздействию засухи больше всего подвержены западные районы Фиджи.
Среднесуточная температура колеблется в зависимости от сезона. В период засухи она варьируется от +23 до +25 °C, а в сезон дождей — от +26 до +27 °C. В целом температуры в самые холодные (июль-август) и самые тёплые месяцы (январь-февраль) различаются друг от друга в пределах от +3 до +4 °C. Объясняется это сильным воздействием океана. Вблизи побережья средняя ночная температура может опускаться до +18 °C, а дневная наоборот подниматься до +32 °C. Во внутренних районах островов ночная температура может опуститься до +15 °C, хотя минимальная температура, когда-либо зарегистрированная в Фиджи, составляет +8 °C, а максимальная — +39,4 °C. Преобладающими ветрами в стране являются пассаты, дующие с востока и юго-востока. На побережье двух главных островов, Вити-Леву и Вануа-Леву, обычным явлением считаются бризы. Скорость ветров, как правило, небольшая. Сильные порывы регистрируются только с июня по ноябрь.
Фиджи подвержены негативному воздействию тропических циклонов, которые зачастую достигают разрушительной силы, вызывая мощные наводнения и оползни. Наибольшее число циклонов обычно регистрируется с ноября по апрель, причём наиболее разрушительные случаются в январе—феврале. В целом же в течение десятилетия на Фиджи обрушивается от десяти до пятнадцати циклонов, из которых в среднем от двух до четырёх причиняют серьёзный ущерб.

### Почвы

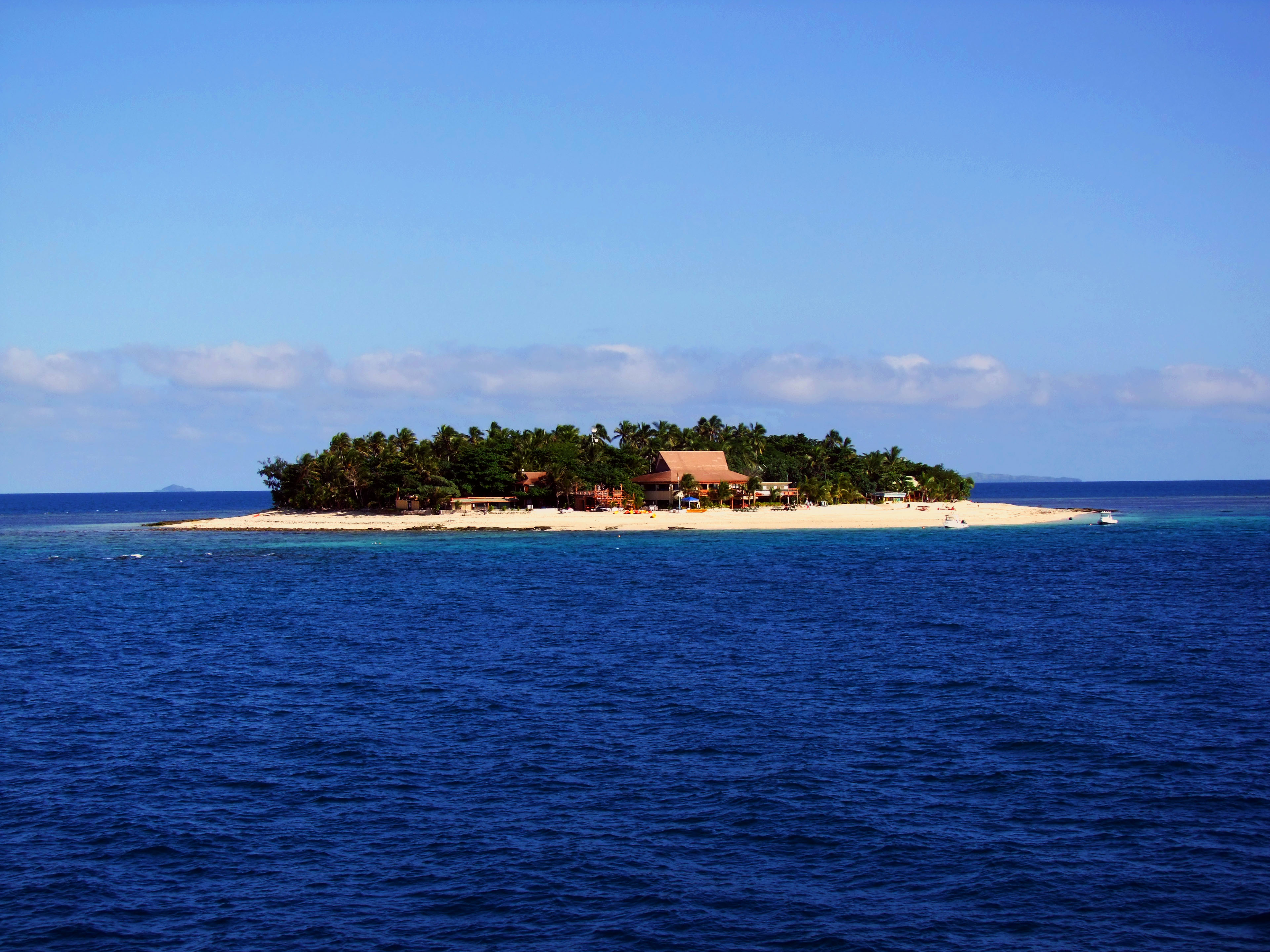
Один из фиджийских островов

Большинство почв на островах Фиджи имеет вулканическое происхождение, чем объясняется их высокое плодородие. В то же время часть из них имеет примеси кораллов и других отложений, а вдоль рек расположились аллювиальные равнины с аллохтонными почвами. Почвы низменностей, характерные для пляжей, морских маршей, равнин и пенеплен, сформированы из относительно молодых и подвергнувшихся выветриванию вулканических материалов и вулканического пепла, нанесённого поверх кораллового известняка, известнякового туфа и глины. Почвы возвышенностей (свыше 600 м) состоят преимущественно из бедных аллювиальных отложений, вулканических материалов и основных горных пород. Пастбищные почвы, как правило, характеризуются низким содержанием натрия, фосфора, серы и калия. Самые плодородные почвы в Фиджи расположены в поймах таких рек как Сингатока, Рева, Нанди, Мба, Навуа и Ламбаса.

### Гидрология
На большинстве островов Фиджи имеется ограниченное количество постоянных источников пресной воды. Поэтому ввиду того, что вода долго не задерживается в почве из-за её пористости, жители в основном используют либо дождевую воду, собранную в бетонные цистерны с крыш, либо воду из небольших колодцев, благодаря которым возможно добраться до небольших линз слегка солоноватой воды.
Тем не менее на крупных вулканических островах имеются многочисленные речушки и ручьи, а на острове Вити-Леву даже полноводные реки. Примерно на 70 % площади этого острова находятся бассейны трёх крупнейших речных систем страны — Рева, Навуа и Сингатока, которые впадают в море в южной части Вити-Леву. Крупнейшая река страны, Рева, достигает длины в 145 км (из них судоходны около 100 км), а площадь её речного бассейна составляет около 3000 км². Однако, с точки зрения экономики, наибольшую ценность представляют реки Мба и Нанди. Реки острова Вануа-Леву, как правило, не отличаются большой длиной. Исключением является река Дрекети, длина которой достигает 55 км.
Озёра являются большой редкостью для островов Фиджи. Несколько небольших водоёмов в основном сосредоточено в гористых районах. Крупнейшее из озёр, Тангимаутиа (фидж. Tagimaucia), расположено на острове Тавеуни. Его площадь составляет всего 23 га. Другие примечательные озёра (как правило, с солоноватой или солёной водой) — Нгалонгало, Нгасаува и Ндрано на острове Вануа-Леву.

### Флора и фауна

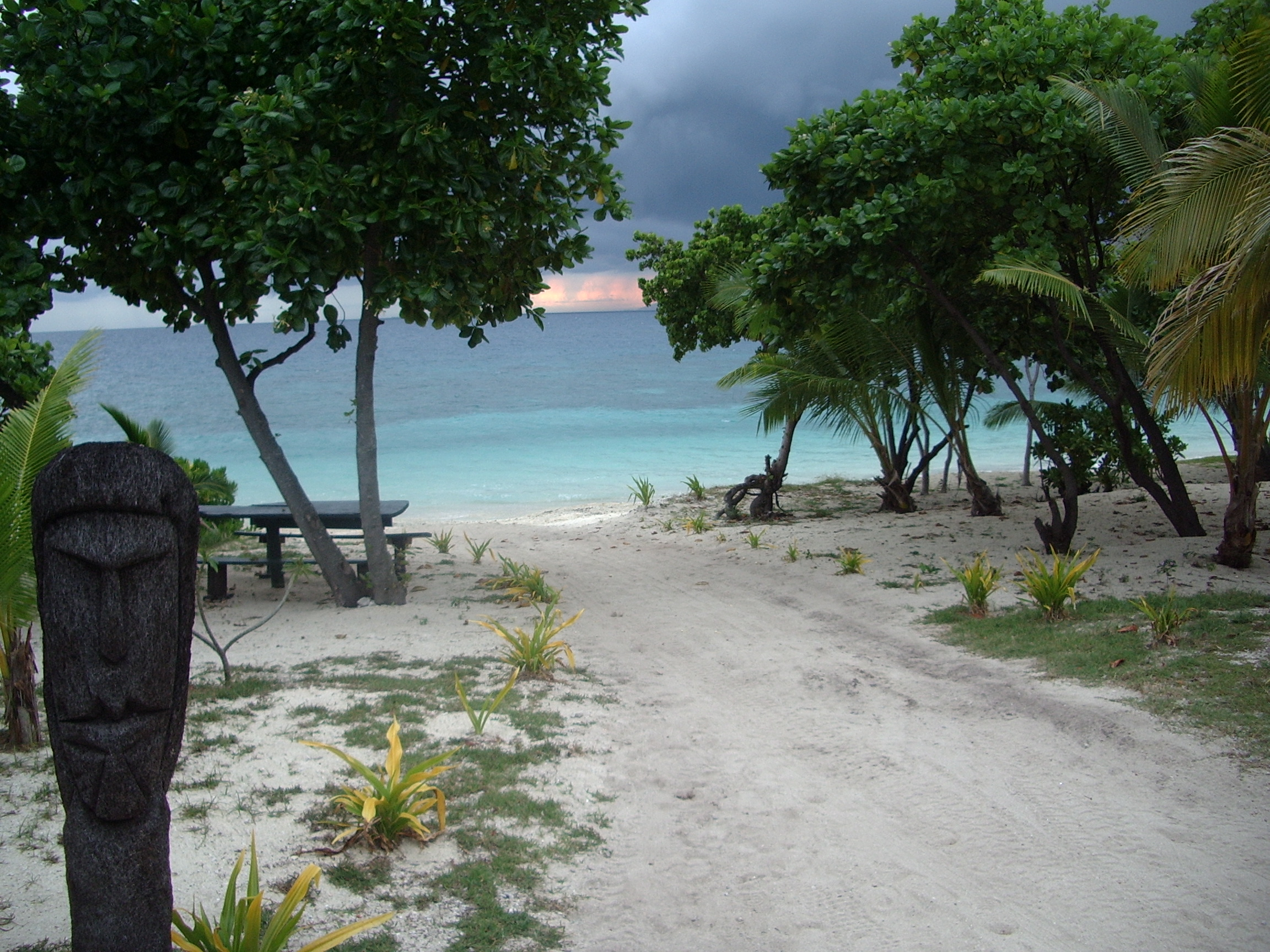
Острова Маманута

Ввиду различного геологического строения островов, их большого количества, различных климатических условий и изолированности некоторых островов архипелага экосистемы Фиджи отличаются большим разнообразием. Большинство островов Фиджи покрыто густой растительностью. В прибрежных районах встречаются мангровые заросли, многочисленные рифовые образования. Представлены влажные тропические леса и саванны. Исходя из флористического деления суши, местная флора является частью Фиджийской области Индо-Малезийского подцарства Палеотропического флористического царства. Таким образом, около 90 % всех семенных растений встречается также на острове Новая Гвинея. Кроме того, присутствуют также виды растений, произрастающие в Австралии, на Гавайских островах, в Новой Каледонии, Новой Зеландии и Французской Полинезии.
Общая площадь мангровых зарослей в стране оценивается в 42 тысячи га. Большинство из них расположено либо в районе дельт таких крупнейших рек Фиджи, как Мба, Рева, Нанди и Ламбаса, либо с подветренной стороны островов, защищённых барьерными рифами. Каких-либо эндемичных видов растений в мангровых зарослях не зарегистрировано. Наибольшим биоразнообразием отличаются влажные тропические леса, которые встречаются на наветренной стороне крупных островов архипелага.
Всего на островах Фиджи найдено около 2600 видов сосудистых растений, из которых около 1600 являются коренными видами и около 1000 видов были интродуцированы человеком. Из них около 310 видов представлено папоротникообразными растениями и 2225 видов — семенными растениями. Доля эндемичных видов относительно высока: из коренных растений они составляют около 63 %. К полностью эндемичным относятся растения семейства Degeneriaceae, а также 11 из примерно 450—470 родов растений.
Животный мир страны относительно беден и представлен преимущественно интродуцированными видами. Больши́м разнообразием отличается мир насекомых. Всего на архипелаге, по различным подсчётам, обитает до 3500 видов насекомых, из них около 400 видов относится к чешуекрылым, из которых семь родов являются эндемичными. Кроме того, в Фиджи встречается 15 видов цикад, из которых эндемиками являются 14 видов, и 33 вида стрекоз, из которых эндемики — 22 вида. На Фиджи обнаружено 187 видов муравьёв (из 43 родов), включая 70 % эндемиков (Strumigenys chernovi и другие).
Наибольший интерес представляет собой местная орнитофауна, представленная 55 видами наземных, гнездящихся на островах птиц (из них 24 вида — эндемики) и большим количеством видов перелётных птиц. Из рептилий встречается три вида змей (один эндемичен), четырьмя видами эндемичных фиджийских игуан, 10 видами гекконов (два вида эндемичны), 12 видами сцинков (пять видов эндемичны). Шесть видов летучих мышей являются единственными коренными млекопитающими островов Фиджи.
В прибрежных водах водятся морские черепахи, моллюски, рыбы.

## История

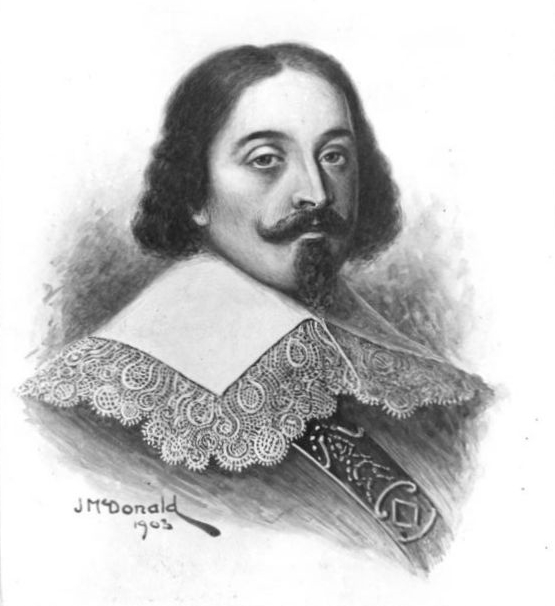
Абел Тасман — первооткрыватель островов Фиджи

Фиджи были заселены примерно 3,5 тысячи лет назад несколькими группами мигрантов с центрального Вануату. Ко времени появления на Фиджи европейцев местное население находилось на стадии разложения первобытнообщинного строя. Велись межплеменные войны.
Архипелаг Фиджи был открыт в 1642 году голландским мореплавателем Абелем Тасманом, однако прошло более полутора столетий, прежде чем первые европейцы поселились на этих островах. Сначала это были беглые каторжники, торговцы, матросы с потерпевших крушение кораблей. Затем пришли миссионеры. С 1860-х годов европейцы стали организовывать на Фиджи плантации хлопчатника, а с 1870-х годов хлопчатник в связи с падением цен на хлопок на мировом рынке был заменён сахарным тростником.
Отцом-основателем фиджийской государственности считается Такомбау (полное имя — Рату Серу Эпениса Такомбау), который был человеком, начавшим фиджийский путь от старых времён к современности. В молодости бывший каннибалом, Такомбау отказался от этой практики, приняв христианство. Он основал первый парламент в современном понимании этого слова в объединённой им стране, а также администрацию на английский манер. В период с 1871 по 1874 годы Такомбау был первым королём независимого и единого Фиджи. Но в 1874 году отрёкся в пользу британской королевы Виктории, чтобы дать возможность англичанам разрешить экономические и социальные проблемы на Фиджи, в частности, стремление разных регионов к отделению. Такомбау после отречения и до самой своей смерти оставался одним из уважаемых на островах людей с титулом «верховного вождя».

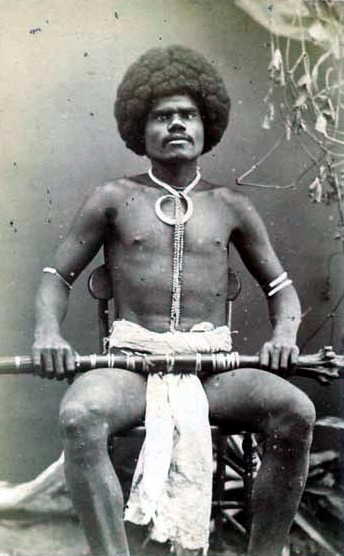
Фиджийский воин в 1870-х годах

С 1879 года, чтобы обеспечить сахарные плантации на Фиджи рабочей силой, европейские плантаторы стали нанимать рабочих из Индии. Хотя в 1916 году иммиграция индийцев была прекращена, численность индийского населения в связи с высоким естественным приростом быстро увеличивалась, и к 1945 году она уже превышала численность аборигенов. На Фиджи в результате гибридизации индийских диалектов возник новый язык — фиджийский хинди, распространённый среди мигрантов, однако официально данный язык до сих пор не признан, и вместо него в образовании и администрации используется хиндустани.
В 1970 году Фиджи получили независимость. По конституции 1970 года Фиджи являлась государством в составе Содружества. Главой государства была королева Великобритании, представленная назначаемым ею генерал-губернатором. Законодательный орган — парламент, состоял из двух палат: сената и палаты представителей. Исполнительная власть принадлежала правительству во главе с премьер-министром. Демократическое правление было прервано двумя военными переворотами в 1987 году. Их причиной стало недовольство аборигенами правительством, в котором доминировали представители индийской общины. В результате последнего переворота (сентябрь 1987 года) конституция была отменена, пост генерал-губернатора упразднён, страна провозглашена парламентской республикой. Главой государства стал президент. В октябре 1987 года Фиджи исключена из состава Содружества.
Конституция 1990 года гарантировала фиджийцам контроль над Фиджи, но привела к массовой эмиграции индийцев; это вызвало экономические трудности, но обеспечило меланезийцам наибольшую долю в составе населения.
Поправки 1997 года сделали конституцию более равноправной, государство вернулось в Содружество наций. Свободные и мирные выборы 1999 года привели к тому, что в новом правительстве стали доминировать индо-фиджийцы. Через год оно было смещено посредством переворота, возглавленного Джорджем Спейтом (англ. George Speight), сильным фиджийским националистом. Была отменена конституция, позволявшая этническим индийцам занимать высшие государственные посты. К середине 2000 года демократия была восстановлена, и Лайсениа Нгарасе, который возглавлял временное правительство, был избран премьер-министром. Несмотря на обещанную амнистию, Спейт вскоре был обвинён в измене и приговорён к смертной казни, в последний момент заменённой пожизненным заключением.
Правительству Лаисениа Нгарасе неоднократно выдвигались обвинения в коррупции со стороны военного руководства, которые игнорировались, и в декабре 2006 года премьер-министр был отстранён от должности и взят под домашний арест. Лидером государственного переворота был министр обороны Фиджи Фрэнк Мбаинимарама, который стал сначала временным президентом, а потом — премьер-министром.
В апреле 2009 года Апелляционный суд Фиджи отменил решение Высокого суда Фиджи о том, что захват правительства Карасе Байнимарамой был законным, и объявил временное правительство незаконным. Байнимарама согласился немедленно уйти с поста временного премьер-министра вместе со своим правительством, и президент Илоило должен был назначить нового премьер-министра. В ответ на это решение президент Илоило отменил конституцию и отстранил от должности всех должностных лиц в соответствии с конституцией, включая всех судей и управляющего Центральным банком. Затем он вновь назначил Фрэнка Мбаинимарама временным премьер-министром в соответствии со своим «Новым порядком» и ввёл режим чрезвычайного положения, ограничив перемещения внутри страны и разрешив цензуру прессы. 2 мая 2009 года Фиджи стала первой страной, которая была отстранена от участия в Форуме Тихоокеанских островов из-за неспособности провести демократические выборы в обещанный срок. Тем не менее, страна осталась членом организации. 1 сентября 2009 года Фиджи была исключена из Содружества наций.
В своём новогоднем обращении 31.12.2010 г. Байнимарама объявил об отмене чрезвычайного положения в стране, но оно продолжало действовать до 1 января 2012 года. 14 марта 2014 года Фиджи была восстановлена в Содружестве наций. Первая партия Фиджи, возглавляемая премьер-министром Фрэнком Байнимарамой, получила абсолютное большинство в 51-местном парламенте страны как на выборах 2014 года, так и с небольшим отрывом на выборах 2018 года. В октябре 2021 года Туи Макуата Рату Вильяме Катонивере был избран парламентом новым президентом Фиджи. По итогам парламентских выборов, прошедших 14 декабря 2022 года, премьер-министром страны с 24 декабря 2022 года является представитель партии «Народный Альянс» Ситивени Лигамамада Рабука.

## Административное деление

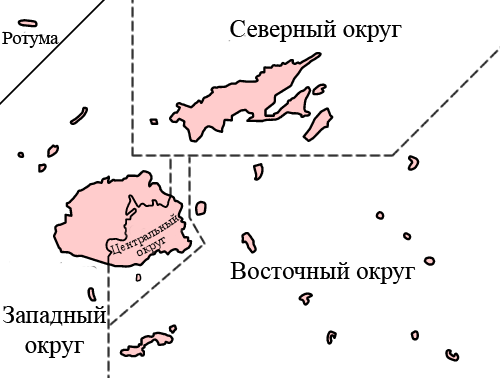
Карта административного деления Фиджи

В административном отношении Республика Фиджи разделена на округа. Всего в стране насчитывается четыре округа и одна зависимая территория:
- Восточный округ;
- Западный округ;
- Северный округ;
- Центральный округ.

Округа, в свою очередь, разделены на провинции (всего 14 провинций): Кандаву, Лау, Ломаивичи, Мба, Мбуа, Матуата, Наитасири, Намоси, Нандронга-Навоса, Ра, Рева, Серуа, Таилеву и Такаундрове.
- Остров Ротума, расположенный к северу от главного архипелага, имеет статус зависимой территории с некоторой долей внутренней автономии.

| Округ                | №  | Провинция        | Площадь, км² | Население, чел. (2007 год) | Плотность населения, чел./км² | Административный центр |
| -------------------- | -- | ---------------- | ------------ | -------------------------- | ----------------------------- | ---------------------- |
| Восточный округ      | 1  | Кандаву          | 478          | 10 167                     | 21,27                         | Вунисеа                |
| Восточный округ      | 2  | Лау              | 487          | 10 683                     | 21,94                         | Тубоу                  |
| Восточный округ      | 3  | Ломаивичи        | 411          | 16 461                     | 40,05                         | Левука                 |
| Западный округ       | 4  | Мба              | 2634         | 231 760                    | 87,99                         | Мба                    |
| Западный округ       | 5  | Нандронга-Навоса | 2385         | 58 387                     | 24,48                         | Сингатока              |
| Западный округ       | 6  | Ра               | 1341         | 29 464                     | 21,97                         | Ваилека                |
| Северный округ       | 7  | Матуата          | 2004         | 72 441                     | 36,15                         | Ламбаса                |
| Северный округ       | 8  | Мбуа             | 1379         | 14 176                     | 10,28                         | ?                      |
| Северный округ       | 9  | Такаундрове      | 2816         | 49 344                     | 17,52                         | Савусаву               |
| Центральный округ    | 10 | Наитасири        | 1666         | 160 760                    | 96,49                         | Насину                 |
| Центральный округ    | 11 | Намоси           | 570          | 6898                       | 12,10                         | Навуа                  |
| Центральный округ    | 12 | Рева             | 272          | 100 787                    | 370,54                        | Сува                   |
| Центральный округ    | 13 | Серуа            | 830          | 18 249                     | 21,99                         | Серуа                  |
| Центральный округ    | 14 | Таилеву          | 955          | 55 692                     | 58,32                         | Наусори                |
| Зависимая территория | 15 | Ротума           | 46           | 2002                       | 43,52                         | Ахау                   |
| Всего                |    |                  | 18 074       | 837 271                    | 45,82                         |                        |
| Среднее              |    |                  | 1204,93      | 55 818,06                  | 59,116875                     |                        |

## Государственное устройство
Фиджи — по формулировке из Конституции Фиджи — суверенное демократическое государство. За время существования независимого государства Фиджи было принято четыре Конституции.
Первая из них вступила в силу в 1970 году вскоре после приобретения островами независимости. Она устанавливала монархическую форму правления с Вестминстерской системой парламентаризма. Главой государства провозглашалась Её Величество Королева Великобритании Елизавета II, которая была представлена в Фиджи генерал-губернатором. Законодательная власть, согласно Конституции, была предоставлена Парламенту Фиджи, который состоял из Её Величества Королевы, Палаты представителей и Сената. Палата представителей состояла из 52 парламентариев, избираемых на пять лет. 22 места были закреплены за коренными фиджийцами, 22 места — за фиджи-индийцами, а оставшиеся 8 мест — за представителями, которые не относились ни к одной из вышеуказанных этнических групп. В Сенате Фиджи 22 депутата назначались генерал-губернатором из состава членов Парламента сроком на шесть лет, восемь депутатов — Верховным советом старейшин Фиджи, семь депутатов — премьер-министром, шесть депутатов — лидером оппозиции, один депутат — Советом острова Ротума.
14 мая 1987 года подполковником Ситивени Рамбукой был осуществлён государственный переворот, в результате которого была отменена действовавшая Конституция 1970 года и разорваны отношения с британской монархией. 7 октября 1987 года военное правительство провозгласило Фиджи республикой. 25 июля 1990 года была принята вторая в истории Фиджи Конституция страны, согласно которой Фиджи становилась суверенной демократической республикой, главой которой провозглашался президент. Новая Конституция изменяла состав Парламента: теперь он включал в себя Президента Фиджи, членов Палаты представителей и Сенат. Численность состава Палаты представителей была увеличена до 70 человек (не учитывая спикера и его заместителя). Коренным фиджийцам гарантировалось большинство мест в Палате. За ними было закреплено 37 мест, 27 мест закреплялись за фиджи-индийцами, 1 место — за представителем острова Ротума и 5 мест — за представителями, которые не относились ни к одной из вышеуказанных этнических групп. Численность состава Сената также была увеличена до 34 депутатов. Из них 24 человека назначались Президентом Фиджи с одобрения Верховного совета старейшин, 1 человек назначался с одобрения Совета острова Ротума и 9 человек — Президентом по своему собственному усмотрению. Кроме того, в Конституции 1990 года было закреплено положение, согласно которому Конституция страны должна пересматриваться каждые десять лет (Конституция же 1990 года должна быть пересмотрена через семь лет). В результате в мае 1995 года Президентом страны была сформирована Комиссия по пересмотру Конституции, которая подготовила специальный доклад, одобренный Единой специальной комиссией Парламента (сформирована 10 сентября 1996 года).
В 1997 году на основании этого доклада была принята новая Конституция Фиджи, которая вновь вносила изменения в состав Палаты представителей и Сената. Однако в апреле 2009 года Конституция 1997 года была отменена Президентом Фиджи Хосефой Илоилой, после того как Апелляционный суд Фиджи вынес поставление, согласно которому смещение в результате государственного переворота 2006 года с поста премьер-министра Лаисениа Нгарасе и назначение на его место Фрэнка Мбаинимарама признавалось незаконным. В результате Илойло уволил со своих постов всех судей, восстановил в должности Мбаинимараму и его Кабинет министров, а также ввёл в стране режим чрезвычайного положения. По заверениям Президента, демократические парламентские выборы должны состояться не позже сентября 2014 года. 30 июля 2009 года Президент Илойло ушёл в отставку. Согласно Конституции 1997 года, Президент страны должен назначаться Высшим советом старейшин, однако данная статья была отменена премьер-министром Мбаинимарамой, который заявил, что назначение Президента Фиджи будет осуществлено им и его Кабинетом в удобное для режима время. В результате новым Президентом страны был назначен вице-президент Епели Наилатикау, в прошлом военачальник.
В сентябре 2013 года Президент Фиджи Епели Наилатикау подписал новую, четвёртую по счёту, Конституцию Фиджи.
Согласно Economist Intelligence Unit, страна в 2018 была классифицирована по индексу демократии как гибридный режим.

#### Глава государства
По Конституциям 1990 и 1997 годов президент Фиджи избирался Большим Советом вождей на пятилетний срок. По новой Конституции 2013 года он избирается на заседании парламента страны. Роль президента в политической жизни страны в основном церемониальна, однако он обладает определённой властью, применимой в случае национального кризиса. По новой Конституции он также является Главнокомандующим Вооружённых Сил Фиджи.

#### Исполнительная власть
Президент формально назначает Премьер-Министра, который должен получить поддержку большинства в Палате Представителей. На практике это означает, что лидер крупнейшей политической партии или коалиции обычно становится Премьер-Министром, делая роль Президента в назначении немногим больше, чем просто формальностью. Однако иногда Парламент не может прийти к соглашению из-за раздробленности. В таких случаях Президент берёт на себя роль арбитра и, после обсуждения со всеми политическими фракциями, должен назначить Премьер-Министром человека, который, по его мнению, будет принят большинством членов Палаты Представителей. При назначении Премьер-Министра Президент формально назначает Кабинет из десяти-двадцати пяти министров, которые представляют исполнительную власть. В соответствии с конституцией Кабинет должен отображать политический состав Палаты Представителей — каждая партия с более чем 8 местами в Палате получает место в Кабинете пропорционально количеству мест. На практике, однако, это правило никогда строго не применялось.

#### Законодательная власть
Парламент является двухпалатным. Палата Представителей насчитывает 71 члена. 25 из них избираются на общих выборах (каждые 5 лет). Остальные 46 мест зарезервированы для этнических общин Фиджи и избираются из общинных кандидатов: 23 фиджийца, 19 индо-фиджийца, 1 ротумец и 3 общих кандидата (европейцы, китайцы и другие меньшинства). В верхней палате парламента, Сенате Фиджи, насчитывается 32 члена, формально назначаемых Президентом по номинации Большого Совета Вождей (14), Премьер-Министра (9), Лидера Оппозиции (8), и Советом Острова Ротума (1). Сенат обладает меньшей властью, чем Палата Представителей, и не может инициировать принятие законов, но имеет право отвергать или корректировать их.

#### Судебная власть
Верховный суд. Судьи назначаются президентом. Правовая система основана на британском праве.

## Население

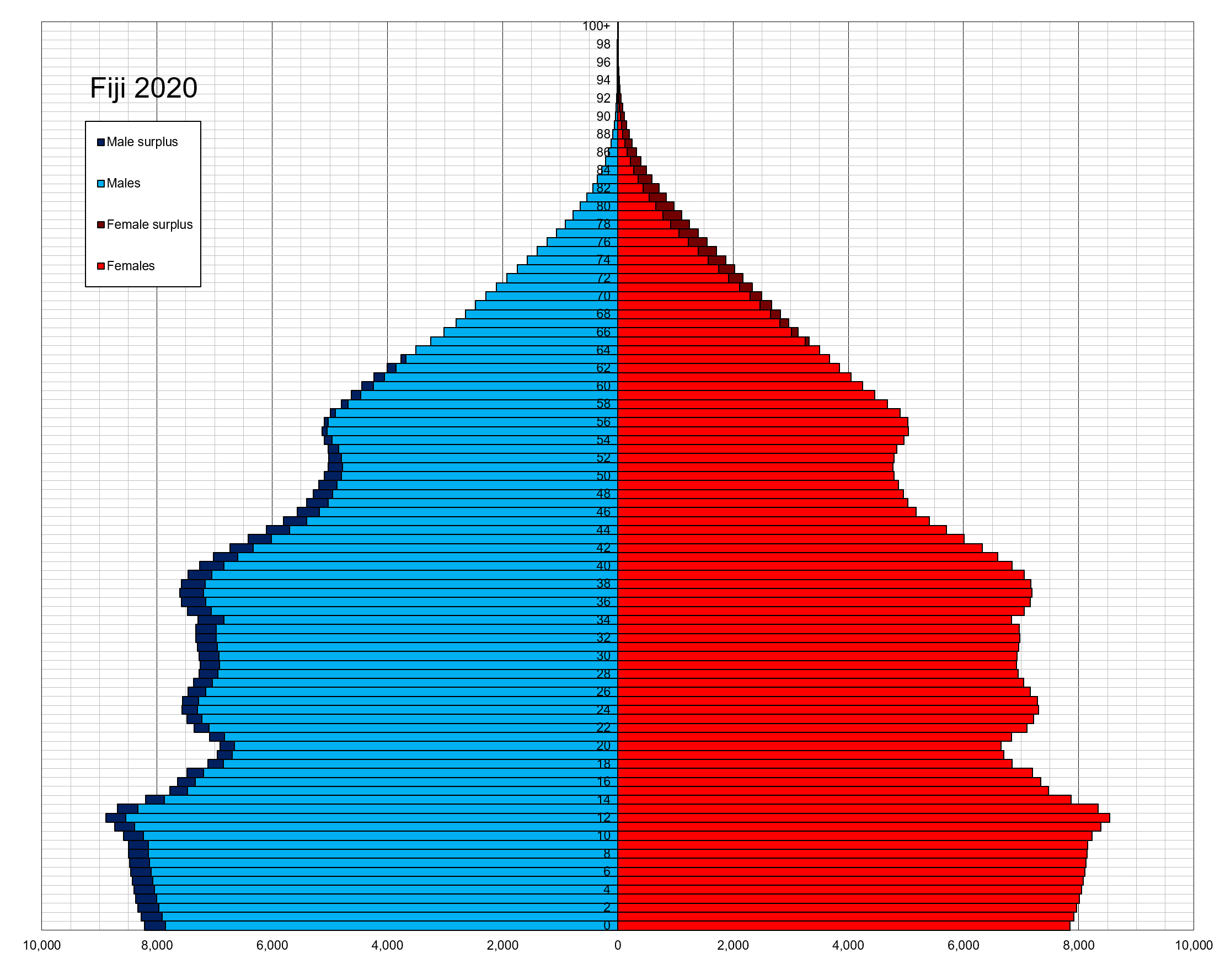
Возрастно-половая пирамида населения Фиджи на 2020 год

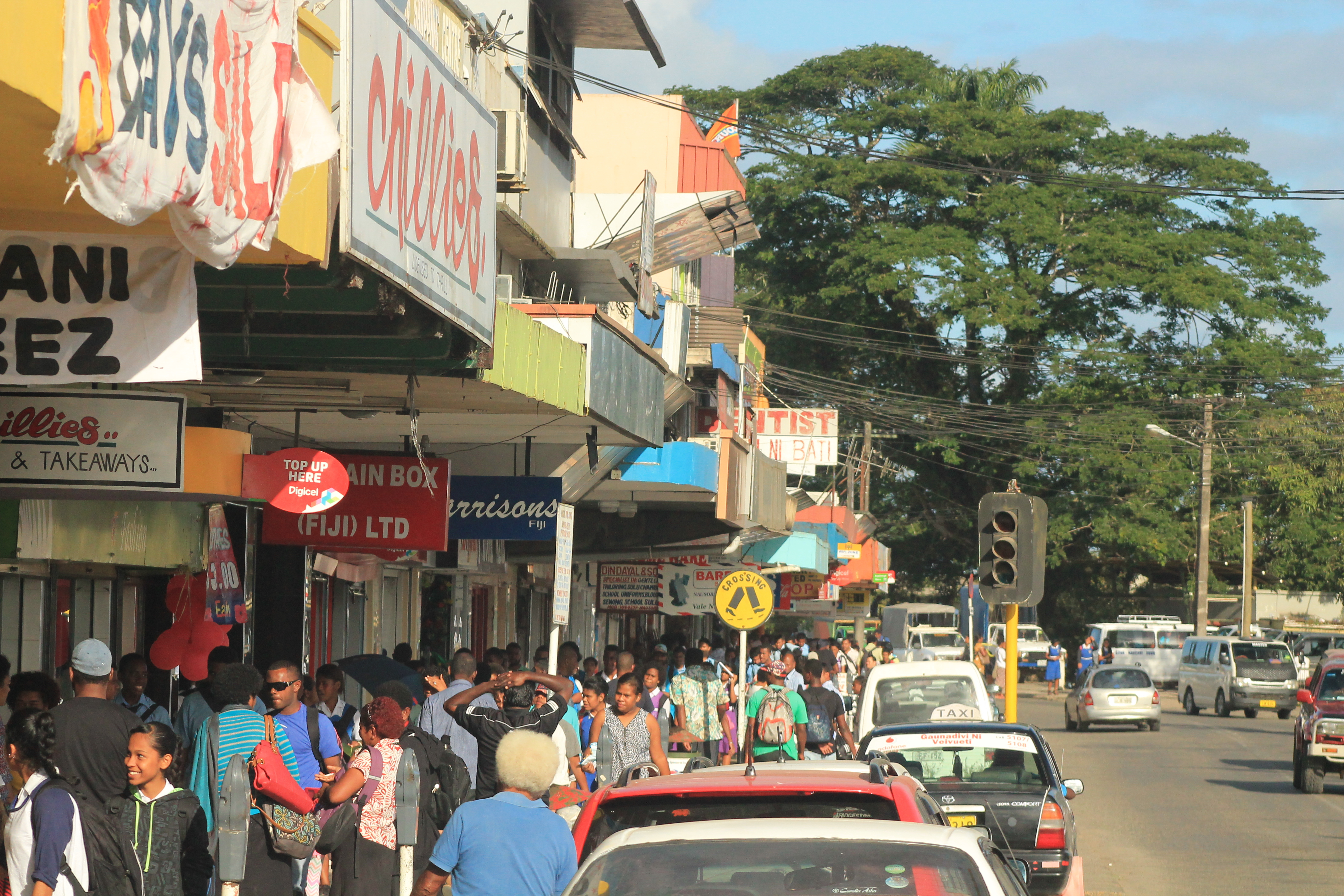
Фиджийский город Наусори

### Численность населения
| Численность населения | Численность населения | Численность населения | Численность населения | Численность населения | Численность населения | Численность населения | Численность населения | Численность населения | Численность населения |
| 1891                  | 1901                  | 1911                  | 1921                  | 1936                  | 1946                  | 1956                  | 1966                  | 1976                  | 1986                  |
| --------------------- | --------------------- | --------------------- | --------------------- | --------------------- | --------------------- | --------------------- | --------------------- | --------------------- | --------------------- |
| 121 180               | ↘120 124              | ↗139 541              | ↗157 266              | ↗198 379              | ↗259 638              | ↗345 737              | ↗476 727              | ↗588 068              | ↗715 375              |
| 1996                  | 2007                  | 2013                  | 2014                  | 2015                  | 2017                  | 2020                  |                       |                       |                       |
| ↗775 077              | ↗837 271              | ↗862 068              | ↗865 611              | ↗869 458              | ↗884 887              | ↗935 974              |                       |                       |                       |

### Продолжительность жизни
| Общая продолжительность жизни | Общая продолжительность жизни | Общая продолжительность жизни | Общая продолжительность жизни |
| Год                           | Мужчин                        | Женщин                        | Всего                         |
| ----------------------------- | ----------------------------- | ----------------------------- | ----------------------------- |
| 1996                          | 64,5                          | 68,7                          | 66,6                          |
| 2007                          | 65,2                          | 69,5                          | 67,4                          |
| 2008                          | 65,1                          | 68,4                          | 66,7                          |
| 2009                          | 65,9                          | 68,5                          | 67,2                          |
| 2010                          | 66,2                          | 69,1                          | 67,6                          |

### Численность и размещение
Национальная перепись населения проводится в Фиджи на регулярной основе, начиная с 1891 года. С тех пор перепись проводится каждые десять лет (последняя состоялась в 2007 году).
Согласно последней переписи 2007 года (данные Департамента статистики Фиджи), численность населения страны составляла 837 271 человек. К 2020 году, эта цифра увеличилась до 935 974 человек. Темпы прироста населения в Фиджи являются относительно низкими на фоне других стран Океании: 0,5 % по оценкам 2020 года. Перепись же 2007 года показала увеличение численности населения на 0,7 % по сравнению с данными переписи 1996 года, то есть на 62 196 человек.
Подсчёт численности населения и сбор другой статистики осуществляется по провинциям. В 2007 году самой густонаселённой провинций была Мба, численность населения которой составляла 231 760 человек (27,7 %). В Наитасири проживало 160 760 человек (19,2 %), в Рева — 100 787 человек (12 %), в Матаута — 72 441 человек (8,6 %), в Нандронга-Навоса — 58 387 человек (7 %), в Таилеву — 55 692 человека (6,6 %), в Такаундрове — 49 344 человека (5,9 %), в Ра — 29 464 человека (3,5 %), в Серуа — 18 249 человек (2,2 %), в Ломаивичи — 16 461 человек (2 %), в Мбуа — 14 176 человек (1,7 %), в Лау — 10 683 человека (1,3 %), в Кандаву — 10 167 человек (1,2 %), в Намоси — 6898 человек (0,8 %), в Ротума — 2002 человека (0,3 %).
По среднему прогнозу, население страны к 2100 году составит — 1,3 млн человек.
Крупные диаспоры выходцев из Фиджи есть в Новой Зеландии, Австралии и США. В 2001 году в Новой Зеландии было зарегистрировано около 7000 фиджийцев (около 3 % от численности народов Океании, проживающих на территории Новой Зеландии). Большинство из них (57 %) проживало в городе Окленд, 11 % — в Веллингтоне, 5 % — в Крайстчерче. В Австралии в 2006 году было зарегистрировано 48 150 фиджийцев (в 2001 году — 44 040 человек), большинство из которых проживало в штатах Новый Южный Уэльс (28 610 человек, или 59,4 %), Квинсленд (8950 человек, или 18,6 %) и Виктория (7910 человек, или 16,4 %). Кроме того, имеются большая диаспора в США: в 2000 году — 10 265 человек, или 2,7 % от численности народов Океании, проживающих в Штатах.
В 2007 году доля городского населения Фиджи составила 50,7 % (или 424 846 человек). В пятёрку крупнейших населённых пунктов страны входили: Насину (76 064 человека), Сува (74 481 человек), Лаутока (43 473 человека), Наусори (24 919 человек), Нанди (11 685 человек). Самыми урбанизированными провинциями были Мба, Наитасири и Рева, в которых доля городского населения превышала долю сельского.
В 2007 году мужчины составляли 51 % (427 176 чел.), женщины — 49 % (410 095 чел.). Доля детей до 14 лет в 2020 году — 26,86 %; взрослого населения от 15 до 64 лет — 65,81 %; старше 65 лет — 7,34 %. Согласно оценке 2020 года, средний возраст жителей Фиджи составлял 29,9 лет. Средняя продолжительность жизни мужчин, согласно оценке 2020 года, — 71 год, женщин — 76,6 лет.

### Этнический состав
Население Фиджи бинациональное: согласно переписи 2007 года, почти 57 % жителей (475 739 человек) были фиджийцами, представителями коренного народа архипелага, и 37,5 % (313 798 человек) — фиджи-индийцами. Остальные народы: 1,2 % (10 335 человек) — ротума, 1,8 % (15 311 человек) — выходцы с других островов Тихого океана, 1,3 % (10 771 человек) — потомки смешанных браков с европейцами, 0,6 % (4704 человека) — китайцы-хань.
Фиджи-индийцы являются второй по численности населения этнической группой Фиджи. В 2007 году они составляли большинство в провинциях Мба (126 142 человека) и Матаута (42 550 человек). Во всех остальных провинциях большинство составляли фиджийцы (исключение — остров Ротума, где преобладают представители коренного населения, ротуманцы).
По переписи 2012 года состав населения изменился: численность фиджийцев увеличилась до 59,7 % (511,8 тыс.), а фиджи-индийцев — сократилась до 33,8 % (290,1 тыс.), прочие составили 6,5 % (56,1 тыс.). Численность индийского населения на Фиджи сокращается из-за эмиграции, преимущественно в Австралию и Новую Зеландию.

### Языки

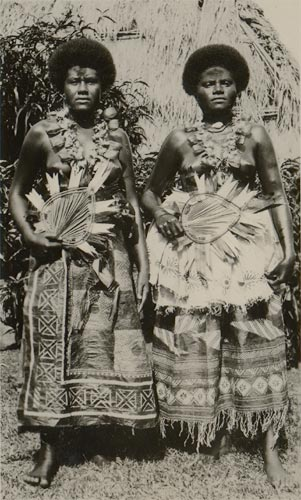
Фиджийские женщины в 1935 г.

Английский и фиджийский — официальные языки Фиджи; среди индийцев распространён фиджийский хинди или «хиндустани» — язык, родственный современным хинди и урду.

### Религиозный состав
Религии: христиане — 64,5 % (методисты — 35 %, католики — 9 %, Божье собрание — 6 %, адвентисты седьмого дня — 4 %, прочие христиане — 11 %), индуисты — 27,9 %, мусульмане — 6,3 %, сикхи — 0,3 %, прочие и атеисты — 1 % (по переписи 2007 года). С 1966 года на Фиджи работает Тихоокеанская конференция церквей, объединяющая 27 церквей и 11 национальных советов Тихоокеанского региона.

## Вооружённые силы и полиция
В состав Вооружённых сил входят два компонента: сухопутные силы (армия) и военно-морские силы. По сравнению с другими странами Океании, Фиджи обладает довольно крупными сухопутными силами (6 пехотных батальонов, входящих в Фиджийский пехотный полк, а также 1 сапёрный батальон, 1 логистическая и 1 учебная группа, всего — 3500 чел. и ещё 6000 резервистов), и является активным участником миротворческих миссий ООН в различных частях мира. Участие в миротворческих операциях является одним из важнейших доходов Фиджи. В настоящее время 1 батальон несёт службу в Восточном Тиморе, Ираке и Ливане, 1 на Синае и 4 — на Фиджи (1 батальон в Суве, 3 других — в разных населённых пунктах страны). ВМФ располагают 9 патрульными катерами, 2 вспомогательными кораблями и яхтой, которой пользуется президент. В данное время авиации вооружённые силы Фиджи не имеют.

## Экономика
Экономика Фиджи строится на сельском, лесном хозяйстве, рыболовстве, добыче и экспорте золота, а также туризме. Обрабатывающая промышленность: пищевая, лёгкая, ремесла и др.
Внешняя торговля страны: экспорт сахара, текстиля, золота, рыбы; импорт промышленных товаров, топлива, продовольственных товаров, химикатов.
По данным МВФ, ВВП на душу населения в 2014 году составил — 8236 долларов США.

## Культура

### Кухня
Ямс, маниок и таро продолжают оставаться основой местной кулинарии, особенно в деревенских условиях и на отдалённых островах. К характерным местным блюдам относятся каконда, или кокода — маринованная в лаймовом соке местная рыба, роуроу — своеобразный салат из листьев колоказии, кассава — жареная или печёная тапиока с кокосовым молоком, сахаром и бананами (обычно в виде пюре), дурука (отварной овощ, похожий на спаржу), плоды хлебного дерева во всех видах, лово — ассорти из мяса, рыбы и различных плодов, обжаренное в закрытых земляных очагах (которые, собственно, и называются лово).
Национальный напиток Фиджи — кава, которую называют «янгона» или «якона», вариант напитка «кава». Это безалкогольный опьяняющий напиток из перца опьяняющего, традиционно употребляемый в социальном кругу. Корень перца разжёвывали и затем настаивали в воде.

### Спорт
Национальный вид спорта — регби-7, регби-15 и регбилиг.
Мужская сборная Фиджи по рэгби-7 выиграла два золота — на Олимпийских игр в Рио в 2016 (причём эта медаль стала первой для Фиджи в истории Олимпийских игр) и в Токио в 2021. Женская сборная по рэгби-7 завоевала бронзу в Токио в 2021.
В 2016 году сборная Фиджи выиграла Мировую серию по регби-7.
Сборная Фиджи по регби довольно давно и стабильно находится в третьей пятёрке мирового рейтинга IRB.

### Праздники
- 1 января — Новый год
- 6 февраля — День рождения пророка Мохаммеда
- Апрель — май — Страстная Пятница и Пасха.
- Конец мая — День Рату Сукуна (празднуется ежегодно в последний понедельник мая).
- 4 мая — Национальный день молодёжи.
- 5 июня — День рождения Короля.
- 10 октября — День Независимости (День независимости в 1970).
- Октябрь-ноябрь — «фестиваль огней» Девали (Дивали).
- 1 ноября — День Всех Святых.
- 11 ноября — День памяти.
- 25 декабря — Рождество.
- 26 декабря — День дароприношения